# Anna Sui
Anna Sui (en chino tradicional: 蕭志美, en chino simplificado: 萧志美, pinyin: Xiāo Zhìměi, en japonés: アナスイ; n. 4 de agosto de 1964, Detroit, Míchigan, EE. UU.) es una diseñadora de moda de los Estados Unidos. Fue nombrada una de las "5 Mejores Iconos de Moda de la Década". En 2009, ganó el Geoffrey Beene "Lifetime Achievement Award" presentado por el Consejo de Diseñadoras de Moda de América (CFDA), uniéndose a las filas de Yves Saint Laurent, Giorgio Armani, Ralph Lauren, y Diane von Fürstenberg. Las categorías de su marca incluyen varias líneas de moda, calzados, cosméticos, perfumes, gafas, joyería, complementos y también una línea de regalos. Los productos de Anna Sui se venden a través de sus propias tiendas y distribuidores por todo el mundo en más de 375 puntos de venta en 35 países En 2006, Fortune estimó el valor colectivo de la marca de Sui en más de 400 millones dólares.

## Infancia y orígenes de la familia
Sui nació el 4 de agosto de 1964 en Detroit, Míchigan de padres chinos educados en Francia. Su padre, Paul Sui (Ccino: 蕭惠光, pinyin: Xiāo Huìguāng), y su madre, Grace Sui y Fang (方光琪, Fāng Guāngqí) se conocieron mientras estudiaban en La Sorbona en París donde el padre estaba estudiando ingeniería y su madre pintura. Sus abuelos paternos fueron Xiao Yulan (蕭毓蘭, Xiāo Yùlán), un empresario sino-tahitiano, y su esposa Qiu Daitai (丘帶娣), procediendo de la Provincia de Cantón. Sus abuelos maternos eran Fang Chih (方治, Fāng Zhì), un diplomático chino y su esposa japonesa Fang Ih-chi (Japonés: Masue Ueki)
Sui es un descendiente por línea materna de la familia Fang de Tongcheng, Anhui, una familia de la noblesa china durante las Dinastías Ming y Qing notable por sus eruditos, oficiales y filósofos. Ella es descendiente de la generación 18 de Fang Bao, un influyente Poeta Chino quien fundó la escuela prosa literaria de Tongcheng popular durante el Imperio Qing. Antepasados notables también incluyen Fang Gongcheng, tutor del Palacio Imperial, y Fang Guancheng, Virrey de Zhili quien mantuvo su corte en Tientsin desde 1749 a 1768 entre otros de la época Qing.
Desde la edad de 4, Sui supo que quería ser diseñadora de moda. Vistió sus muñecas y los soldados de juguete de un vecino, y pretendió que se encontraban en los Premios Óscar. Durante su infancia, Sui comenzó a anotar las cosas que le dio inspiración en un libro secreto llamado sus "archivos genios", la cual continuo ser una fuente de inspiración para Sui a través de su carrera.
De adolescente, leyó un artículo en la revista Life sobre los logros de Mia Fonssagrives-Solow, quien se graduó de Parsons The New School for Design en Nueva York y se trasladó a París, donde Elizabeth Taylor y Richard Burton se asociaron con ella para abrir una tienda. Sui considera la lectura del artículo un momento crucial de su juventud que le dio una dirección clara sobre sus metas para el futuro. Enseguida Sui se trasladó a Nueva York y se matriculó en Parsons. Una vez allí, hizo amistad con el fotógrafo Steven Meisel, que hoy es ampliamente reconocido como el líder de la industria de fotografía.

## Carrera temprana

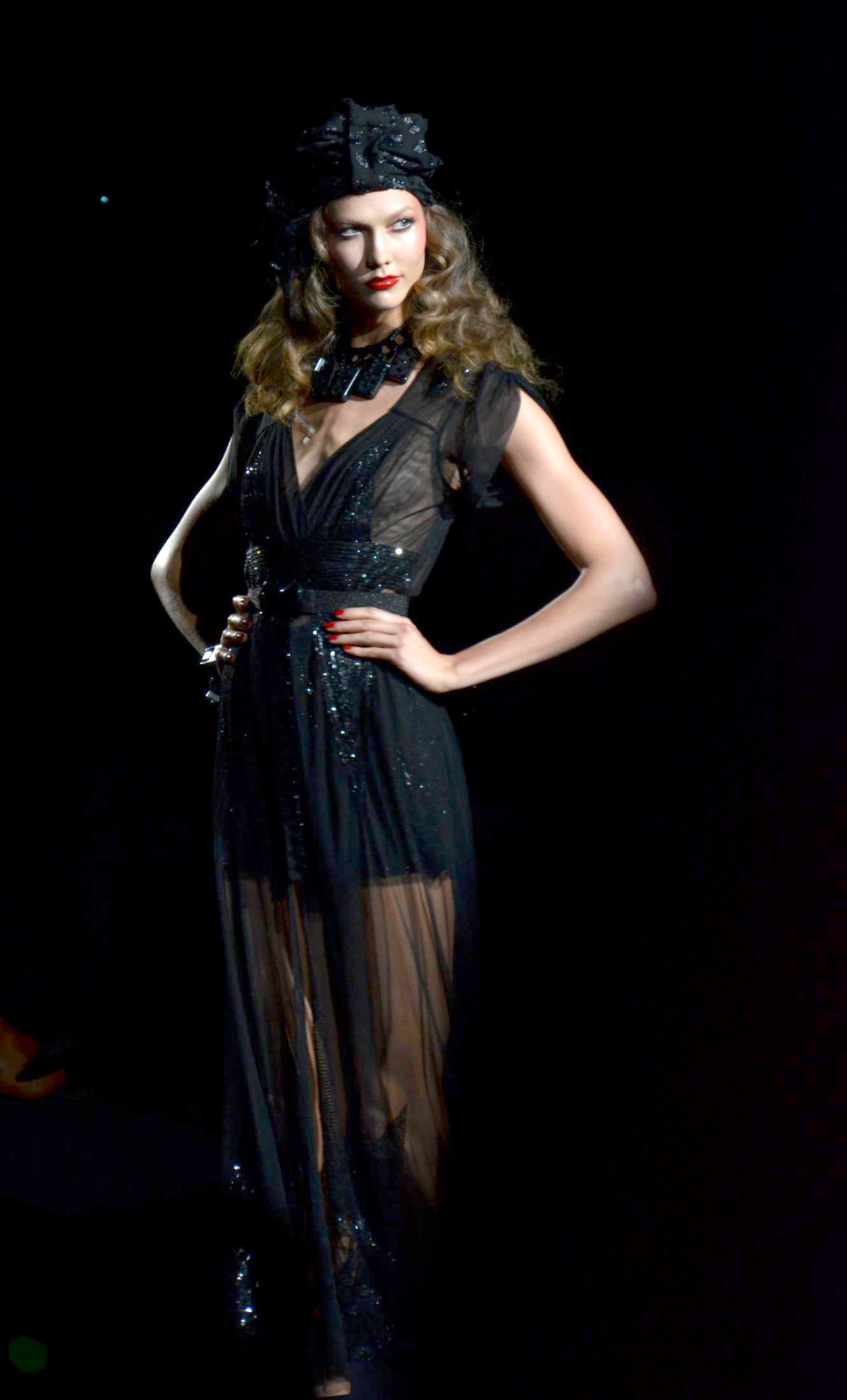
Karlie Kloss en la feria de Anna Sui en septiembre de 2011.

Después de terminar su segundo año en Parsons, Sui fue contratado por Charlie's Girls, una marca de ropa para jóvenes. Este fue el primero de varios puestos de trabajo donde aprendió empresa de diseño de moda combinada con la realización de trabajos secundarios haciendo estilo de los brotes de la fotografía amigo y excompañero de Parsons, Steven Meisel.
Durante este tiempo, Sui comenzó el diseño y confección de ropa de su propia marca dentro de su apartamento. Se inspiró por un deseo de vestir a los estrellas de rock. Mientras estaba trabajando para la empresa de ropa deportiva Glenora, ella trajo su colección de cinco piezas a una feria de muestras en Nueva York y llamó la atención de un par de grandes almacenes. Unas semanas más tarde, esas ropas fueron presentados en un anuncio del New York Times. El gerente de Glenora, donde Sui todavía estaba en la nómina, se puso furioso cuando vio el anuncio en el periódico y la despidió en ese mismo momento.
Sin trabajo alguno, Sui llevó 300 $ en ahorros y comenzó su negocio, Anna Sui Corporation, en un pequeño rincón en la sala de su apartamento. Durante varios años, Sui dirigió la compañía de su apartamento, haciendo trabajitos del lado para sostener un ingreso y reinverso todo sus ganancias en su negocio.
La década de los 80 fue la altura del estilo de "poder", ropa con grandes hombreras y empresas como Chanel, Christian Lacroix y Versace establecieron puntos de referencia para la industria. Sui luchó para ponerse de pie al lado de las casas de moda de renombre. Sui, fue uno de los diseñadores de la época que se distanció de las casas de moda tradicionales y exploró el mundo de la moda grunge con diseñadores como Marc Jacobs, Daryl K y Todd Oldham. A finales de 1980, Sui había ganado un culto global, llamando la atención de las grandes casas de la moda japonesa como Onward Kashiyama. Sui amplió las operaciones japonesas a mediados de los 90.
En 1991, las amigas supermodelos de Sui, Naomi Campbell y Linda Evangelista se reunieron y alentaron a Sui a probar un desfile de modas. Sui alquiló un pequeño espacio en el Meatpacking District de Nueva York y pagó a sus modelos dándoles la ropa que apareció en el show. El éxito del show fue el mayor avance de la carrera de Sui con el New York Times diciendo Que esas bellezas [Campbell y Evangelista] estaban entonces en la cúspide de su fama ayudó a avivar la recepción Sui recibió de los compradores y de la prensa.

## Línea de Anna Sui

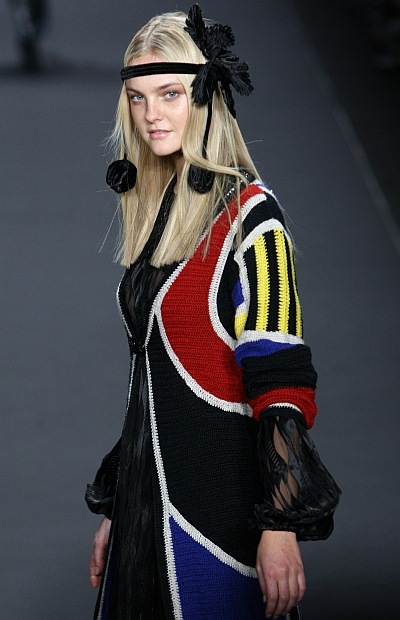
Caroline Trentini para Anna Sui (colección de primavera-verano de 2011).

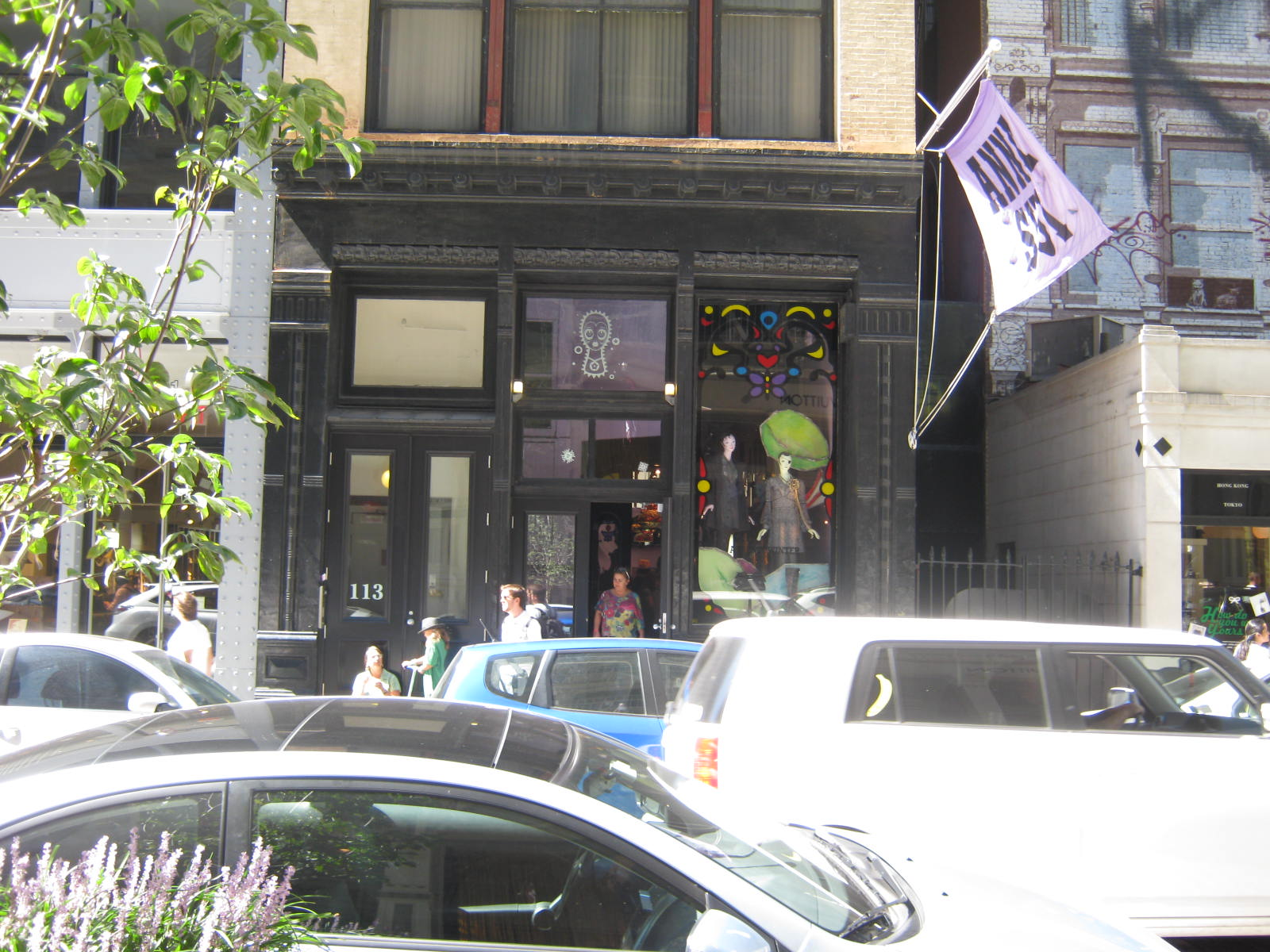
La tienda original de Sui en Soho (Manhattan, Nueva York).

El primer desfile de moda de Sui se llevó a cabo de 1991. En 1992, Desde su primera exposición, Sui era conocida por su enfoque alegre y caprichoso a mostrar sus colecciones. El ambiente a menudo tenía un ambiente de fiesta distinta y las travesuras de los invitados y participantes, se describieron como una escena cultural distinta de la época.
Abrió su primera tienda de venta al por menor en 1992 en Greene Street 113, en el distrito neoyorquino de Soho. La tienda se conocía por los suelos rojos, los antiguos muebles negros, los clásicos maniquís y las paredes pintadas de púrpura que la propia Anna Sui ayudó a pintar, y se convirtió en una atracción de culto instantáneo.
De acuerdo relativo a la subvención Sui, "Las tiendas han llegado a hacer hincapié en el epítome de la cultura en un continuo desplazamiento de la moda mundial".
En 1993, el Anna Sui Corporation abrió una tienda en Hollywood en La Brea Avenue que amplifico la cobertura y el control de la distribución de Norteamérica.
En 1994, Sui lanzó una colección de zapatos fabricados por Ballin en Venecia que se estrenaron en su colección ese mismo año. Más tarde, Sui inició la producción de una línea de moda de difusión llamado "Sui by Anna Sui" y una línea de pantalones vaqueros con la casa de moda italiana, Gilmar S.p.A.. El mismo año, Sui y Marc Jacobs también comenzaron a consultar para las marcas de Gilmar Cento y Iceberg respectivamente.
A partir de 1995, los diseños de Sui se presentaron regularmente en la revista Vogue Patterns. Su debut con la revista de moda contó con vestidos de su colección primavera-verano de 1995. Fue inspirado por la época de literatura pulpa y contó también con piezas de manguitos inflados, hombros cuadrados, y la moda vestido de flores popular durante los años de racionamiento de la década de 1940. Vogue más tarde anuncio este estilo floral como la tendencia de la temporada.
Para la colección de moda primavera/verano 1997, Sui atrajo la atención de los medios cuando Dave Navarro, de los Red Hot Chilli Peppers, apareció en la pista del show solo vestido en ropa de interior.

## Expansión global

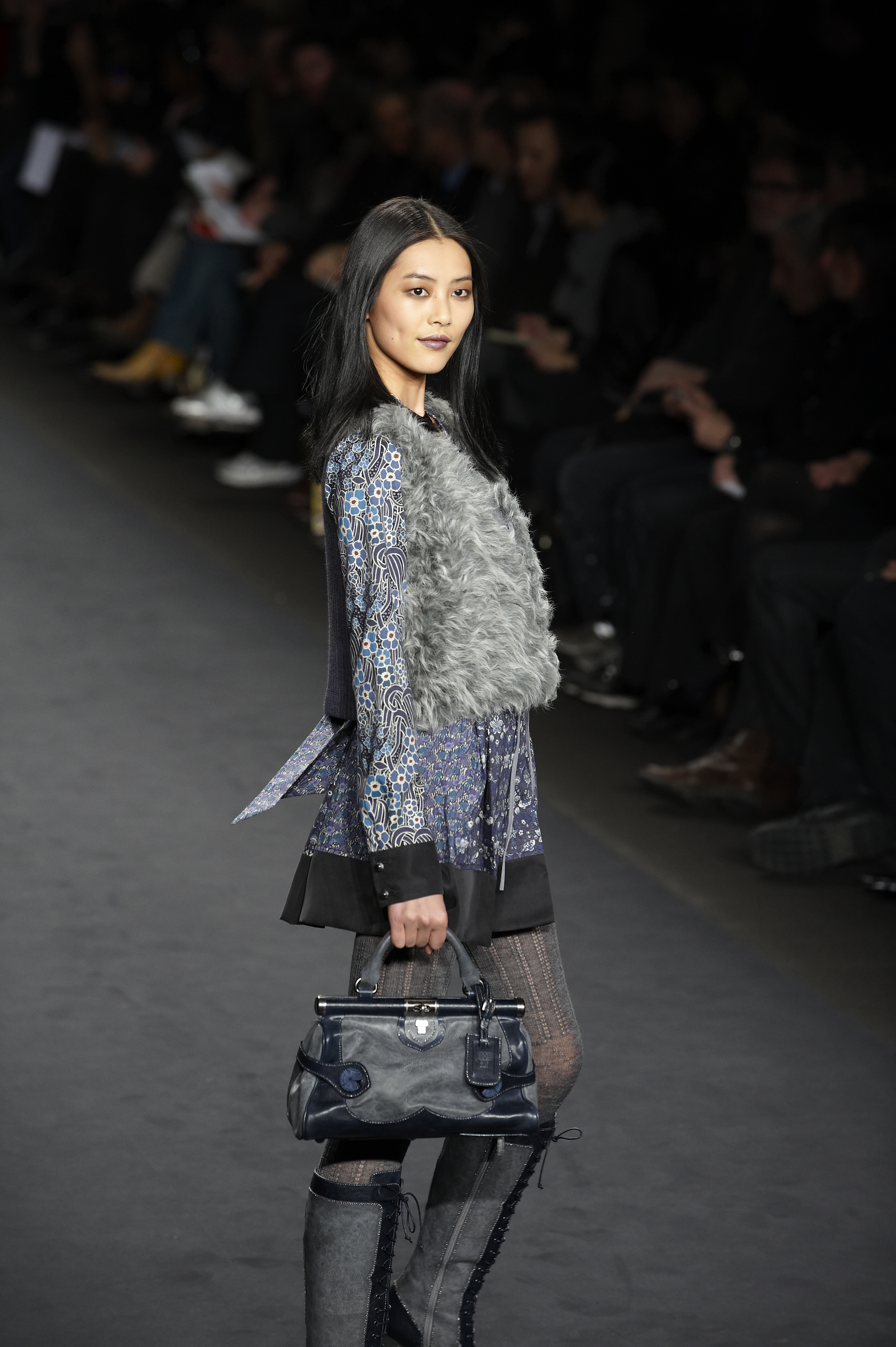
Liu Wen en la colección de primavera-verano de 2010 de Anna Sui.

En 1997, los primeros boutiques independientes de Anna Sui en Asia abrieron sus puertas en Tokio y Osaka a través de una licencia de distribución y ventas con Isetan. En los años siguientes, las tiendas de pronto ampliado a lugares independientes de todo Japón. Isetan Company Limited ha alcanzado la principal licencia para la distribución de la colección Japonés. Mammina, una filial de Isetan, es el distribuidor de departamento y tiendas especializadas. A través de este socio, Anna Sui Corp ha crecido hasta convertirse en Japón a uno de los mejores marcas de moda de lujo.
Anna Sui abrió otra tienda en Sunset Plaza (West Hollywood, Los Ángeles) en 1998. Sui también avanzó en el mercado internacional con tiendas que abrieron en países como China, Taiwán, Corea del Sur, Hong Kong, Singapur, Tailandia y Filipinas.
En 1999, Anna Sui lanzó su línea de perfume con Wella AG y una línea de cosméticos con Albion.
En 2003 , la diseñadora lanzó su fragancia de "Dolly Girl" junto con varios conjuntos de edición limitada de la serie. El mismo año , Wella AG fue adquirida por Procter & Gamble quien continuó la asociación con Sui.
Sui se asoció con Gonzo K.K. Studios para diseñar los trajes para los caracteres en su 2004 serie de televisión Gankutsuou: The Count of Monte Cristo, una serie basada aproximadamente en el libro El conde de Montecristo por el autor Francés Alejandro Dumas.
En 2005, Sui fue contratado por Samsung Electronics Co. en alianza con la revista Vogue para diseñar un teléfono celular. El teléfono de edición limitada , que estaba disponible a través de T-Mobile se agotaron en el primer mes con productos de vez en cuando saliendo a la venta en eBay. El mismo año, Sui también se asoció con Anthropologie para lanzar una colección de moda llamada Anna Sui for Anthropologie.
En 2006, Anna Sui lanzó una edición limitada Anna Sui Boho Barbie en alianza con Mattel. Más tarde se lanzó una colección de edición limitada con Victoria's Secret llamada Anna Sui for Victoria's Secret.
Para el 30.º aniversario de Hello Kitty en 2007, Sui se asoció con la compañía japonesa para crear una colección de edición limitada en homenaje al hito. Los animales de peluche de esta colección se venden a más de 100 USD en eBay. A principios de 2007, Anna Sui, Twinkle de Wenlan y Betsey Johnson vestidos fueron grandes vendedores en el departamento Macy's de la nueva línea de moda primavera.
En 2008, Sui lanzó la colección de ropa de la "Dolly Girl" en Japón para el seguimiento de sus líneas de fragancias anteriores. Más tarde, en 2008, se asoció con Nissan para diseñar un coche personalizado, el Nissan 350z Anna Sui Limited Edition, que apareció en varias exposiciones.
Internacionalmente, la marca también ha crecido principalmente en el mercado asiático. Los recientes contratos de la última década han contribuido a desarrollar la marca en relación con los almacenes. Además, el desenfrenado crecimiento de las ventas ha permitido a la empresa construir tiendas independientes, con decenas de lugares en la etapa de planificación a través de Asia oriental y Europa occidental.

## Colecciones especializadas

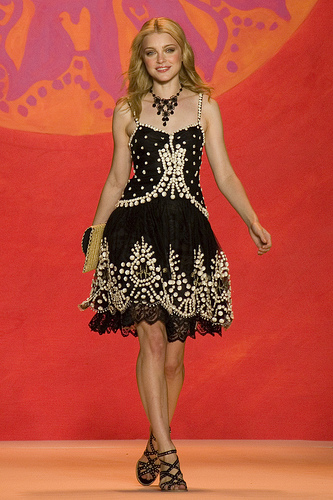
Jessica Stam en el show de Anna Sui en febrero de 2009.

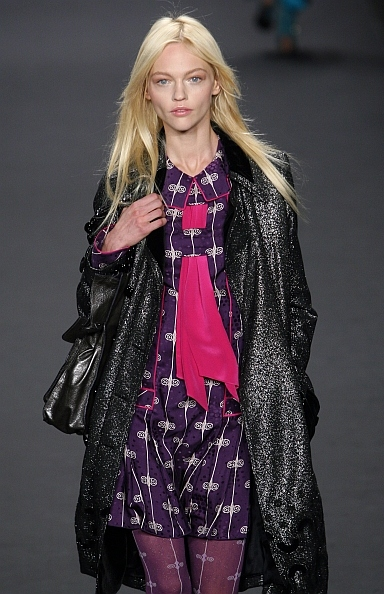
Sasha Pivovarova en el show de Anna Sui en febrero de 2008.

En 2009, Sui se asoció con Target para producir una línea inspirada por la serie de televisión Gossip Girl que combina el estilo de la Upper East Side de Nueva York con el estilo Anna Sui llamado Anna Sui for Target. La colección de edición limitada estaba disponible en Target durante varias semanas en septiembre. Una línea infantil conocido como "Anna Sui Mini" debutó a principios de 2009 en Japón. Su perfume "Rock Me!" también se lanzó más tarde en el año. Entró en un acuerdo de distribución con Mondottica para la distribución de gafas bajo la marca Anna Sui Eyewear y también puso en marcha una colección colaboración con Bliss llamado Anna Sui for FitFlop.
Más tarde, en 2009 , Sui fue presentado con el "Classic Icon of Fashion Design award" en los "China Fashion Awards" en Beijing y también con el "Geoffrey Beene Lifetime Achievement Award" del Consejo de Diseñadores de Moda de América (CFDA) en Nueva York.
En 2010, Sui colaboró con Andrew Bolton para publicar su primer libro, que relata su carrera de 20 años. Más tarde lanzó el perfume Forbidden Affair.
En 2011, se asoció con Hush Puppies para crear una colección de edición limitada de zapatos que se estrenó en el desfile de moda de 2011. también se asoció con Tumi para crear una línea de maletas y artículos de viaje. Más adelante en el año, colaboró con Sui Google para crear una extensión temática del navegador de web Google Chrome. También entró en una licencia de fragancia con Interparfums para la fragancia y la distribución de perfumes.
En 2012, Sui colaboró con Coach, Inc. para crear una línea de bolsas llamada Anna Sui for Coach. La diseñadora también trabajó en una colaboración entre Mondottica y Fellow Earthlings para producir gafas de sol para sus desfiles de moda.
De mayo a noviembre de 2013, la ropa de las colecciones de 1999 y 2000 de Sui fueron presentados en el Fashion Institute of Technology formando parte de su exposición RetroSpective: Fashion & Textile History Gallery. En noviembre, Sui y Albion se asociaron con Asos para lanzar una línea de invierno 2013 Anna Sui Cosméticos en Europa. La serie ofreció una colaboración con Disney.
El 2 de febrero de 2014, Lee Min-ho anunció la colección Anna Sui for Fila, una colección de productos deportivos con Anta Sports y Fila China, que se puso en marcha en 2015. 
En abril, Sui regresó a su nativa Detroit para asociarse con el Ford Motor Company en la creación de la colección Mustang Unleashed celebrando el 50 aniversario de la Ford Mustang. Más tarde, en abril, Sui se asoció I.T Apparels Ltd. de Hong Kong para una colaboración con Lab Made, un vendedor de helados famoso por ser pionero en el mercado oscuro de helados creados de nitrógeno líquido. El grupo creó una tienda pop-up llamado Anna Sui × Lab Made en Tsimshatsui en abril de 2014. La colaboración también contó su propio sabor de helado púrpura de Anna Sui y la apertura se anunció por Hong Kong celebridad Alfred Hui, un artista del contrato de Hong Kong TVB. En julio, Sui lanzó una línea de ropa interior en Corea con Alvin Korea Co. Ltd., que fue promocionada con un desfile de ropa interior a gran escala en el Hotel Ritz Carlton de Seúl. En octubre, Sui se asoció con el CDFA para iniciar una colaboración con Best Buy llamado Anna Sui × Best Buy como parte de la serie de diseñadores por Best Buy.
En marzo de 2015, Sui y Isetan se asociaron con Sailor Moon para lanzar la colección de Sailor Moon x Anna Sui, que apareció en la tienda Isetan en Shinjuku. Sui también se asoció con el fabricante de postres franceses, Ladurée, para crear una colaboración llamada Anna Sui x Ladurée como parte de la colección Les Merveilleuses Ladurée. En abril de 2015, Sui se asoció con O'Neill para iniciar una colaboración titulado "Anna Sui for O'Neill", una colección inspirada en la escena de la playa de California. Más tarde, en junio de 2015, Sui trasladó su tienda principal en Soho a Broome Street desde su anterior ubicación en la calle Greene de 23 años. En agosto, Sui se asoció con el zapatero estadounidense, The Frye Company, para lanzar una colección de edición limitada titulado Anna Sui x Frye, que se expandió una colaboración previa entre las dos casas para desarrollar las botas para el desfile de moda de invierno 2015. La colección se inspira de la cultura nórdica y de la fascinación de sui con el programa de televisión Vikingos por History Channel. Más tarde, el 13 de agosto, el 20.º aniversario de la entrada de Sui en el mercado japonés, Anna Sui Japón lanzó Anna Sui Mag., una revista de lenguaje japonés y blog de estilo de vida. Para la Jubileo de oro de Singapur, Sui se asoció con Uniform y Shentonista para crear una bolsa conmemorativa SG50 aparecido en una serie de blogs por Shentonista. Más tarde, en noviembre de 2015, lanzó una colección con Starbucks llamada Starbucks x Anna Sui.
En enero de 2016, Starbucks continuó su línea de colaboración con Sui a través de las ventas en línea. En febrero, se asoció Sui con Opening Ceremony para colaborar en la colección "Year of China" que también contó con marcas como Renli Su, Ms Min y Vivienne Tam entre otros. En marzo, Isetan Mitsukoshi Holdings y su subsidiaria Mammina anunció el lanzamiento de una nueva marca con Anna Sui Corp llamada The Souvenir Shop Anna Sui la cual cubre artículos de viaje y accesorios de moda. El anuncio se produjo simultáneamente con el lanzamiento de otra asociación de Isetan con el diseñador Japonés Keita Maruyama. Nuevas tiendas abrieron en zonas de los centros en Japón y también en aeropuertos siendo la primera vez que productos de moda Anna Sui estaban disponibles como bienes libres de impuestos. En junio de 2016, una histórica retrospectiva de los diseños de Sui estaba en exhibición en Beijing en la grande almacene de Beijing SKP. La colección incluyó objetos icónicos y trajes que datan desde primer show de Sui en 1991 hasta el sus diseños presentes.

## Recepción

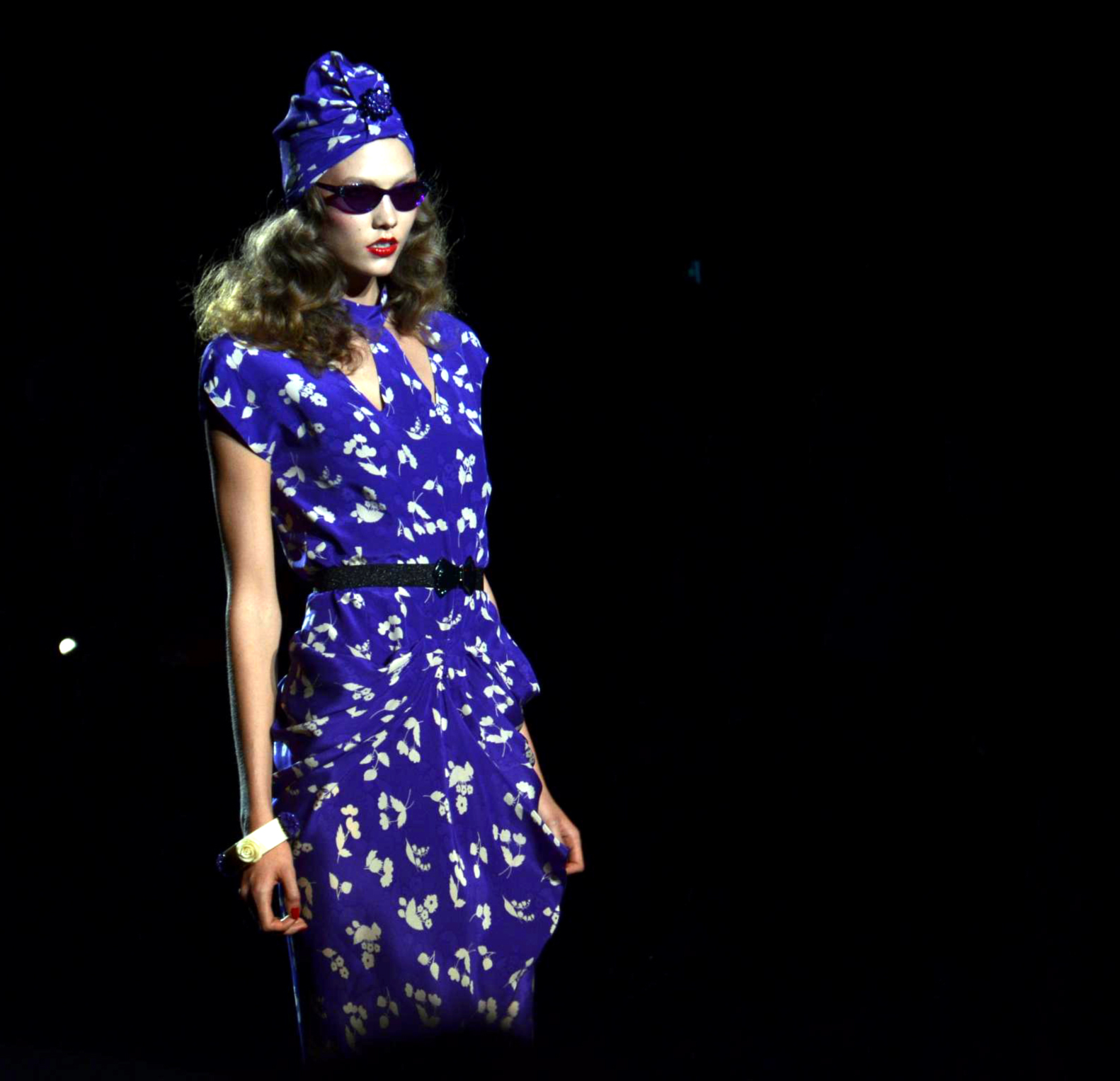
Karlie Kloss para Anna Sui, 2011.

El The New York Times ha descrito Sui como diseñadora que "nunca complace". La revista Time la nombró a la lista de las cinco principales iconos de la moda de esta década. El trabajo de Sui ha sido ampliamente cubierto tanto por la prensa de la industria de moda y la de las casas de prensa globales. Sus espectáculos de temporada están cubiertos regularmente por 'Vogue, Style.com, Women's Wear Daily, y muchas otras plataformas de noticias y editoriales. El Mercedes-Benz Fashion Week llamo la carrera de Suin un clásico ejemplo de el sueño americano, citando la actitud decidida de Sui: Usted tiene que centrarse en sus sueños, incluso si van más allá del sentido común. ¿Cómo podría esta jovencita de los suburbios de Detroit convertirse en un éxito en Nueva York? Siempre tuvo ese sueño. Los comentarios de prensa se refieren en general a la minuciosidad de la investigación del diseñador y atándola en conjunto de varias temas tanto históricos como los en vogue.
Los diseños de Sui siguen atrayendo a muchos clientes famosos, como Blake Lively, Naomi Campbell, Sofia Coppola, Liv Tyler y Courtney Love Patricia Arquette, Mischa Barton, Christina Ricci, Cher, Lindsay Lohan, Hilary Duff, María Sharapova, Nicole Richie, Catalina de Cambridge, y James Iha de los Smashing Pumpkins entre otros.
Sui también apareció en un especial de CNN Talk Asia, entrevista que fue acogida con parte superior de índices de audiencia mensuales de la región.

## Caridad y participación en la comunidad

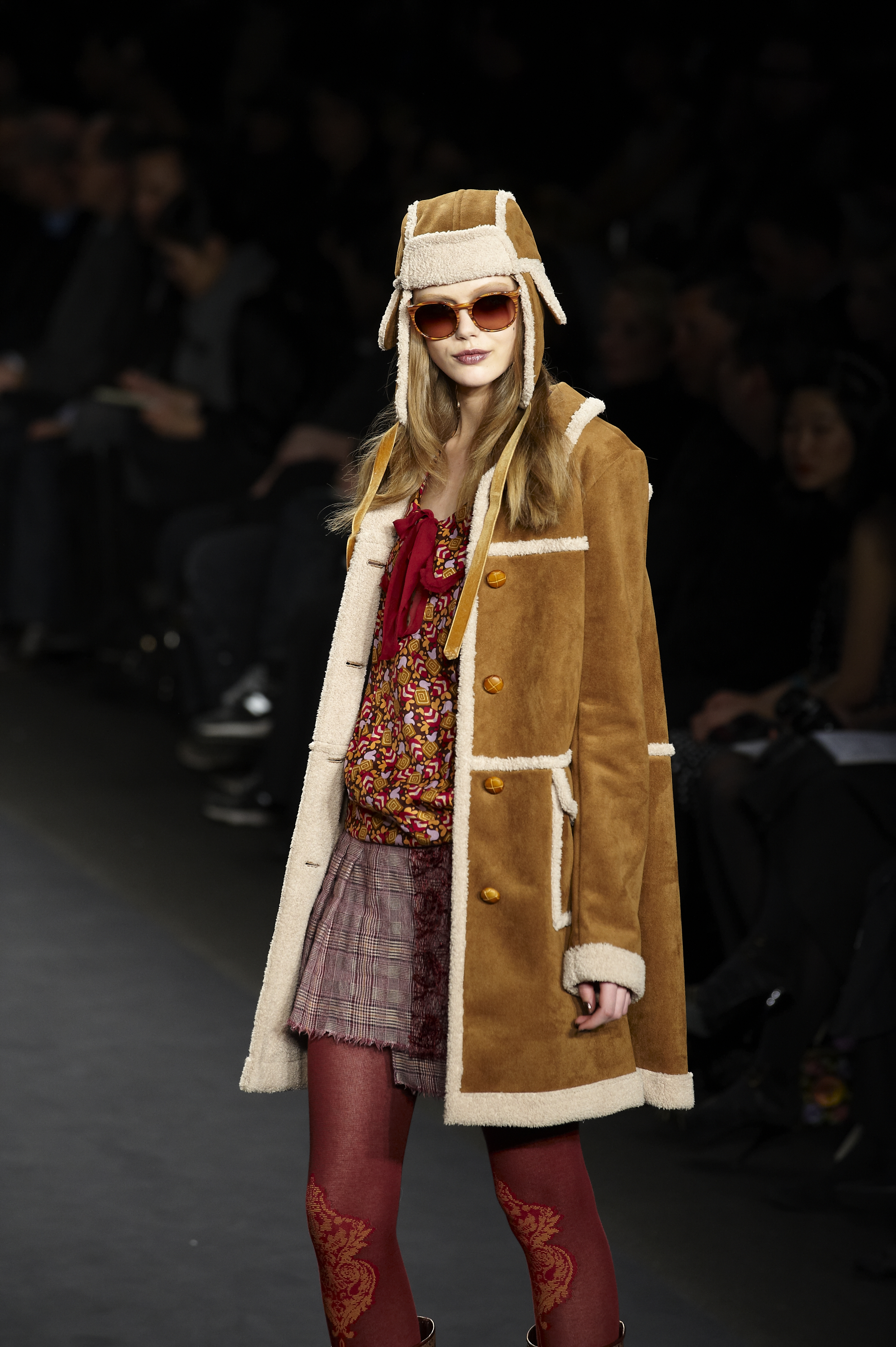
Una modelo en el show de Anna Sui Fall/Winter 2010.

En 1996, Sui se asoció con General Motors Corporation como parte de la "GM/CFDA Concept: Cure", una colaboración entre General Motors y diversas empresas de la industria de la moda, sobre la recaudación de fondos de investigación para el cáncer de mama. Como parte del programa, Sui diseñó un GMC Yukon, que fue vendido en una subasta silenciosa para recaudar fondos.
Anna Sui sigue el diseño y la fabricación de su firma recogida en Nueva York. Ha luchado arduamente para mantener la industria de la moda en la ciudad de Nueva York y su Distrito Garment más destacado durante la Semana de la Moda en septiembre de 2008.
Tras los Atentados de Bombay de 2008, Sui puso varios de sus diseños para la subasta en eBay, donó las ganancias a Citizens for Justice and Peace, una organización de derechos civiles y políticos con sede en Bombay.
En 2010, se asoció con Isetan y Bearbrick en un evento de caridad beneficiando a la Fondo Mundial para la Naturaleza y a la Restauración Forestal de Malasia y Proyecto de Monitoreo de Orangutanes. Para el proyecto, Sui lanzó de una colección de edición limitada.
En 2012, Sui trabajó con su amigo, el músico Jack White para diseñar uniformes sus empleados en la tienda de su sello discográfico Third Man Records, la cual abrió en Nashville en noviembre de 2012. Una segunda ubicación también se abrió en Detroit en noviembre de 2015.
En septiembre de 2014, en celebración de la 75 aniversario de la película de 1925 Wizard of Oz, Warner Bros. y la Tonner Doll Company crearon una colección de muñecas conmemorativos diseñados por varios diseñadores americanos famosos como Marc Jacobs, Donna Karan, Charlotte Ronson, Trina Turk y también Sui. La colección de muñecas fue exhibida en el Fashion Institute of Technology y Bloomingdale's entre septiembre y octubre de 2014 antes de ser subastado en eBay Giving Works cuya recaudación se destinará a Habitat for Humanity y su campaña "There's no place like home".
En junio de 2015, se asoció con el restaurante Serendipity 3 en una recaudación de fondos de caridad en beneficio de la Bowery Mission, una misión de rescate y refugio en la zona de Bowery de Manhattan.
Sui regularmente da conferencias a estudiantes alrededor de los Estados Unidos para inspirarles alcanzar sus sueños. En octubre de 2015, Sui habló a estudiantes locales de sus experiencias en el Michigan Theater en Ann Arbor como parte de la programa por la Universidad de Míchigan, Penny Stamps Speaker Series alojada por la Stamps School of Art and Design. Sui hizo hincapié en la necesidad de no dejarse intimidar por la industria que a veces se describe como asesino, aun contando sus experiencias de cuando había sido despedido de un su en una empresa de ropa deportiva al principio de su carrera. Después de la conferencia, algunos de los diseños de Sui fueron mostrados en la exhibición del Detroit Historical Museum, Galería Booth-Wilkinson y su sala de exposiciones Fashion D.Fined: The Past, Present and Future of Detroit Fashion.

## Obras

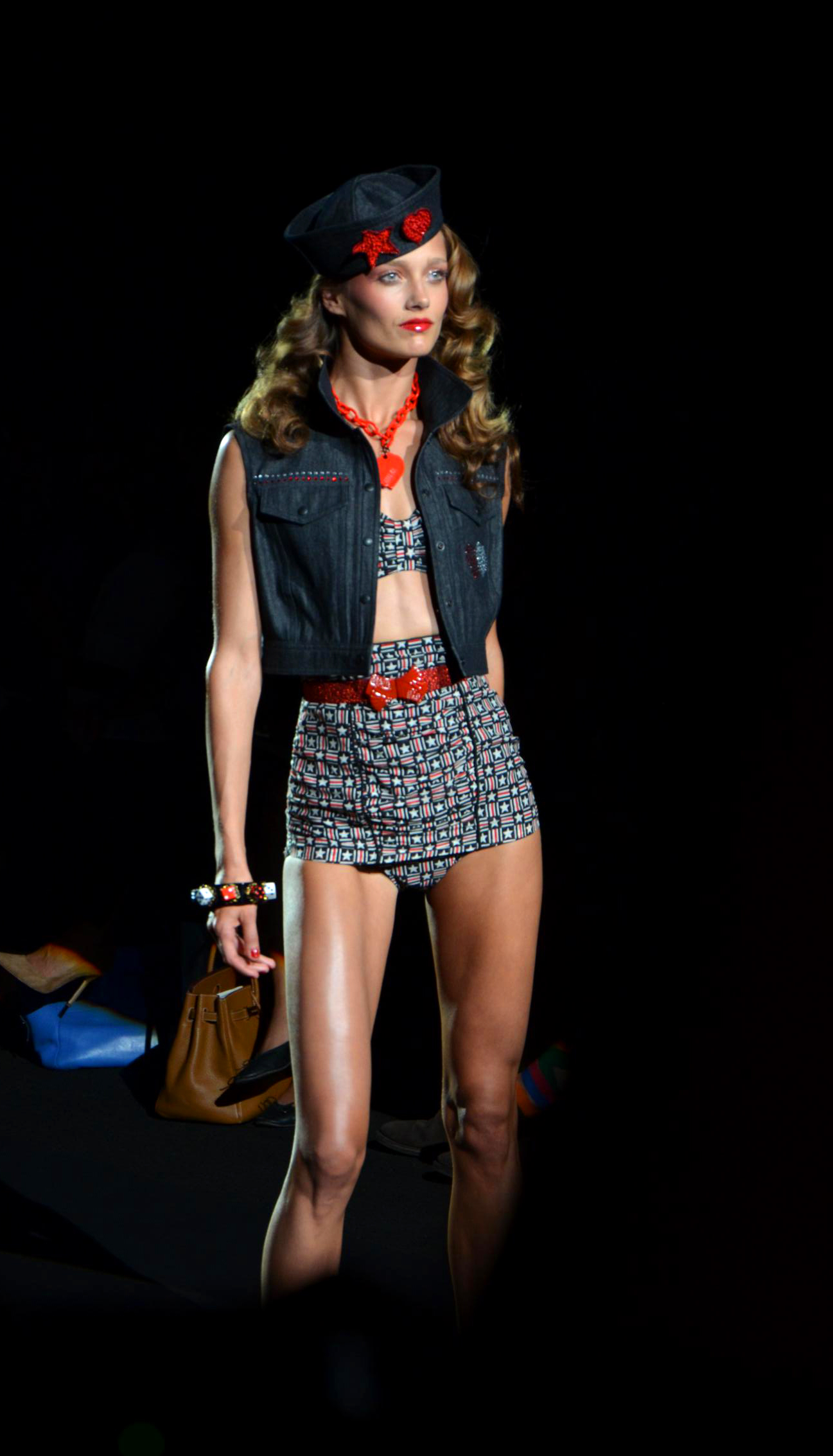
Karmen Pedaru en el show de Anna Sui en noviembre de 2011.

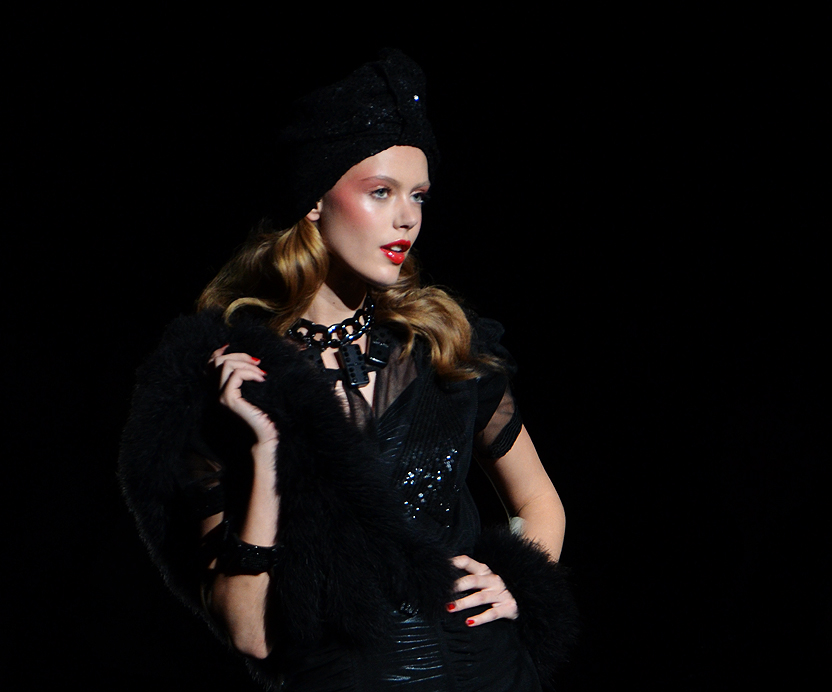
Frida Gustavsson en el show de Anna Sui en noviembre de 2011.

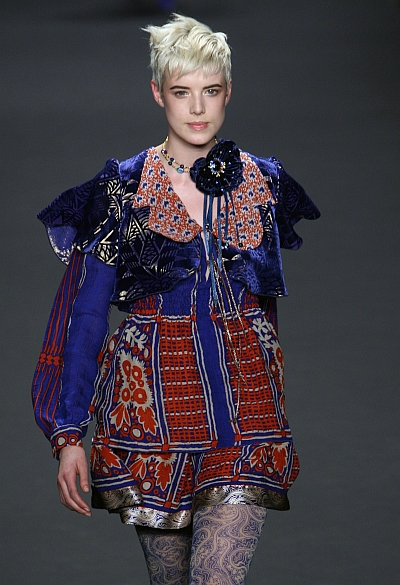
Agyness Deyn en la pista de Anna Sui en febrero de 2008.

### Perfumes
- Lo siguiente es una lista de las colecciones de fragancias de Sui:

| Año  | Fragancia                        | Socio                     | Notas                             |
| ---- | -------------------------------- | ------------------------- | --------------------------------- |
| 1999 | Anna Sui Classic                 | Wella AG                  |                                   |
| 2000 | Sui Dreams                       | Wella AG                  | Parte de la colección Sui Dreams  |
| 2002 | Sui Love                         | Wella AG                  |                                   |
| 2003 | Dolly Girl                       | Wella AG/Procter & Gamble | Parte de la colección Dolly Girl  |
| 2004 | Dolly Girl Ooh La Love           | Procter & Gamble          | Parte de la colección Dolly Girl  |
| 2005 | Secret Wish                      | Procter & Gamble          | Parte de la colección Secret Wish |
| 2006 | Dolly Girl On The Beach          | Procter & Gamble          | Parte de la colección Dolly Girl  |
| 2006 | Secret Wish Magic Romance        | Procter & Gamble          | Parte de la colección Secret Wish |
| 2007 | Dolly Girl Bonjour L'Amour       | Procter & Gamble          | Parte de la colección Dolly Girl  |
| 2007 | Flight Of Fancy                  | Procter & Gamble          | Parte de la colección Fancy       |
| 2008 | Dolly Girl Lil' Starlet          | Procter & Gamble          | Parte de la colección Dolly Girl  |
| 2008 | Night of Fancy                   | Procter & Gamble          | Parte de la colección Fancy       |
| 2009 | Live Your Dream                  | Procter & Gamble          |                                   |
| 2009 | Rock Me!                         | Procter & Gamble          | Parte de la colección Rock Me!    |
| 2010 | Forbidden Affair                 | Procter & Gamble          |                                   |
| 2010 | Rock Me! Summer of Love          | Procter & Gamble          | Parte de la colección Rock Me!    |
| 2012 | Anna Sui Fairy Dance Secret Wish | InterParfums              |                                   |
| 2013 | La Vie de Bohème                 | InterParfums              | Parte de la colección Bohème      |
| 2013 | Tin House Fairy Dance            | InterParfums              | Parte de la colección Tin House   |
| 2013 | Tin House Flight of Fancy        | InterParfums              | Parte de la colección Tin House   |
| 2013 | Tin House Forbidden Affair       | InterParfums              | Parte de la colección Tin House   |
| 2013 | Tin House Secret Wish            | InterParfums              | Parte de la colección Tin House   |
| 2014 | La Nuit de Bohème                | InterParfums              | Parte de la colección Bohème      |
| 2014 | La Nuit de Bohème Eau de Parfum  | InterParfums              | Parte de la colección Bohème      |
| 2014 | Sui Dreams in Pink               | InterParfums              | Parte de la colección Sui Dreams  |
| 2015 | Romántica                        | InterParfums              |                                   |
| 2015 | Sui Dreams in Green              | InterParfums              | Parte de la colección Sui Dreams  |
| 2016 | Sui Dreams in Yellow             | InterParfums              | Parte de la colección Sui Dreams  |
| 2016 | Lucky Wish                       | InterParfums              | Parte de la colección Secret Wish |
| 2016 | Romántica Exótica                | InterParfums              | Parte de la colección Romántica   |

### Colecciones de moda
Sui ha tenido 2 desfiles de moda por temporada cada año desde 1991, con excepción del show de primavera-verano de 2002, cancelado por solidaridad hacia las víctimas de los ataques del 11 de septiembre contra las Torres Gemelas. Además de los espectáculos de temporada, Sui también se ha asociado con varias marcas y empresas como Hush Puppies, Target Corporation, Ford Motor Company, Tumi, Isetan, Fila, O'Neill, Samsung, Mattel, Coach, T-Mobile, Victoria's Secret y Vogue entre otros para producir colecciones de edición limitada.

### Obras publicadas

#### Literarias
Lo siguiente es una lista incompleta de las obras literarias de Sui:
- Sui, Anna (2010). Flight of Fancy Journal. Nueva York: Chronicle Books. ISBN 0811868303 – via Google Books.
- Sui, Anna (2010). Anna Sui Calico Cabaret Journal. Nueva York: Chronicle Books. ISBN 0811868389 – via Google Books.
- Sui, Anna (2011). Fashion Idea Book. Nueva York: Chronicle Books. ISBN 1452101442 – via Google Books.
- Bolton, Andrew (7 de mayo de 2013).  Sui, Anna; White, Jack; Meisel, Steven, eds. Anna Sui. Nueva York: Chronicle Books. ISBN 1452128596 – via Google Books.

#### Filmografía
- Bolton, Andrew; Sui, Anna; Chen, Eva; Rocero, Geena; Gumpert, Lynn (junio de 2015). Asian American Life. Nueva York: City University Television (CUNY-TV)  – via MuckRack.com.

## En la cultura popular

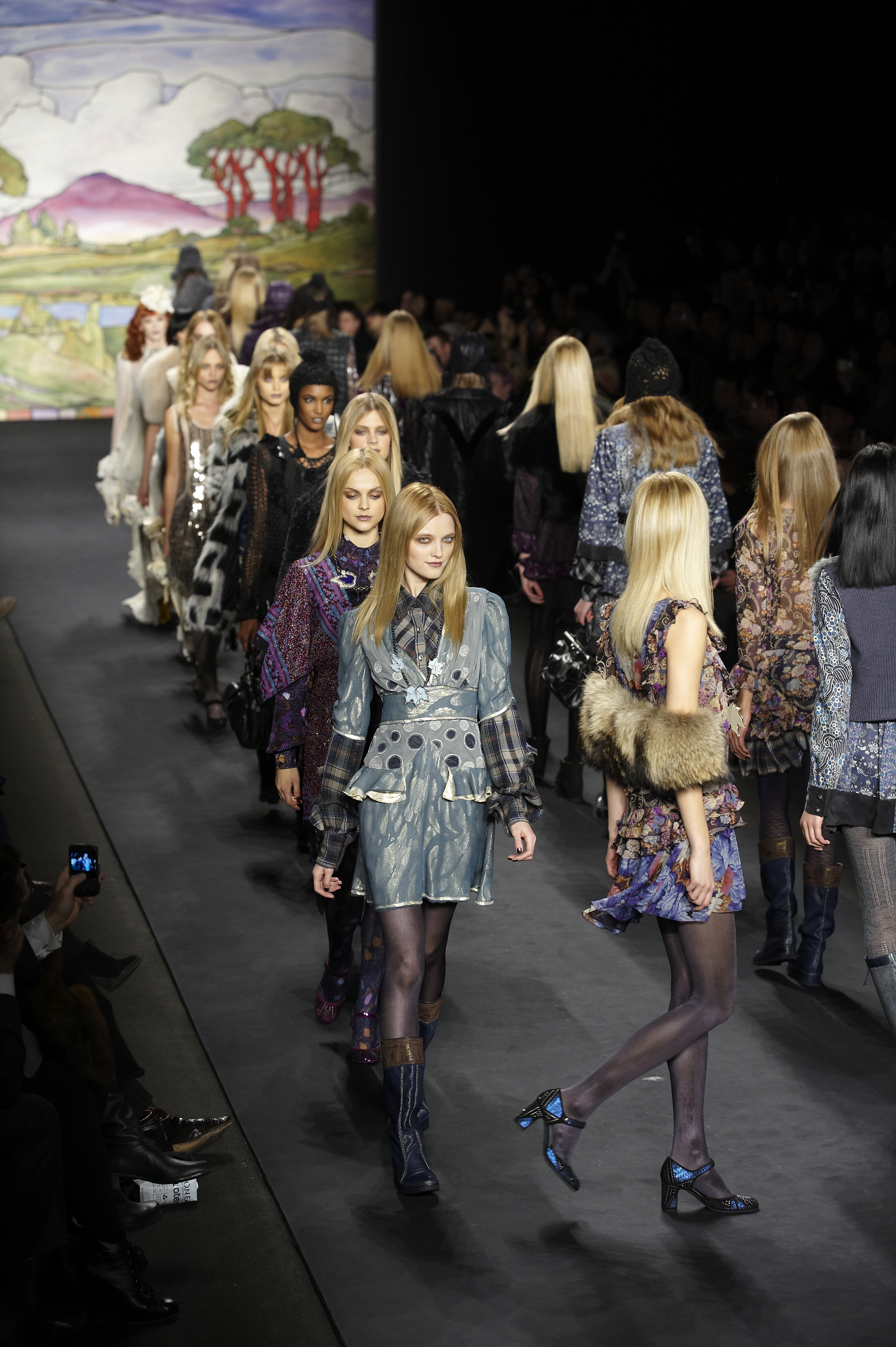
Show de Anna Sui Fall/Winter 2010.

### Apariencias de cine y televisión
Durante el rodaje de Confessions of a Shopaholic en 2008, se creó una tienda ficticia de Anna Sui en el interior de la Hearst Tower para la película. También se crearon tiendas falsas de Valentino, Catherine Malandrino y Alberta Ferretti. La atrofia engañó a algunos neoyorquinos, que creyeron que se habían abierto tiendas reales.
A continuación, una lista de las apariencias de Anna Sui en series y películas:
| Año  | Título                                        | Rol        | Notas                                                                                |
| ---- | --------------------------------------------- | ---------- | ------------------------------------------------------------------------------------ |
| 1994 | Hi Octane                                     | Ella misma | (Serie de televisión) Capítulo 1.3                                                   |
| 2008 | Bravo A-List Awards                           | Ella misma | (Especial de TV)                                                                     |
| 2010 | The City                                      | Ella misma | (Programa de televisión) Capítulo: "Show 'Em What You Got"                           |
| 2010 | America's Next Top Model                      | Ella misma | (Programa de televisión) Temporada 14, capítulo 11: "America's Next Top Model Is..." |
| 2011 | Diana Vreeland: The Eye Has to Travel         | Ella misma | (Documental)                                                                         |
| 2012 | Project Runway                                | Ella misma | (Programa de televisión) Temporada 10, capítulo 8: "Starving artist"                 |
| 2011 | Fashion News Live                             | Ella misma | (Programa de televisión) Temporada 15, capítulo 42                                   |
| 2013 | Tumi Case Studies                             | Ella misma | (Serie corta) Capítulo: "Anna Sui"                                                   |
| 2014 | Make It in America: Empowering Global Fashion | Ella misma | (Documental)                                                                         |